# Sea Dogs
Sea Dogs: An Epic Adventure at Sea (en russe : Корсары: Проклятие дальних морей) est un jeu vidéo de rôle russe sorti en 2000 sur Microsoft Windows ; il est développé par Akella et édité par Bethesda Softworks. Dans Sea Dogs, le joueur incarne le capitaine d'un navire, et peut soit servir une puissance européenne comme corsaire, soit naviguer en tant que pirate. Le jeu utilise un moteur de jeu 3D spécifique et a un système de jeu similaire a celui de Sid Meier's Pirates!, tout en restant un jeu de rôle centré sur les dialogues entre les personnages.
Une version du jeu sans droits numériques fut postée par ZOOM-Platform.com le 17 avril 2015.
Sa séquelle Sea Dogs II fut renommée Pirates des Caraïbes, néanmoins elle ne comporte aucun élément scénaristique du film homonyme.
Akella créa plus tard Age of Pirates: Caribbean Tales (en), la vraie séquelle de Sea Dogs. Le nom fut changé parce qu'Akella voulait créer un nom de marque qu'ils pourraient contrôler, plutôt que ce droit ne revienne à l'éditeur.
Un nouveau titre non-officiel nommé Sea Dogs: Return Of The Legend est uniquement disponible en Russie et dans la CEI.

## Univers
L'intégrité du jeu prend place dans un archipel fictif, quoiqu'il soit plusieurs fois mentionné qu'il se situerait dans les Caraïbes. Des colonies françaises, britanniques et espagnoles y sont présentes, ainsi que plusieurs cachettes de pirates fortifiées.